# Ujvári Jenő
Ujvári Jenő (Pécs, 1939. december 2. – Pécs, 2016. február 6.) Pécs egykori alpolgármestere 1996 és 2002 között.

## Életpályája
Pécsett kezdte és folytatta tanulmányait 1957-ig, a Pedagógiai Főiskola elvégzéséig. Tanítói oklevelének megszerzését követően 1963-ban a Debreceni Tudományegyetem Bölcsészettudományi Karán a földrajz-történelem-népművelés szakon diplomát szerzett, és 1982-ben politikai tanulmányait is befejezte Budapesten.
Első munkahelye Somogy Megyei Tanács és Pécs Városi Tanács volt.
Előbb a kulturális igazgatás különböző hivatalaiban tevékenykedett, majd a PTE jogelődjén, a Pécsi Tanárképző Főiskolán a Közművelődési Tanszék megalapítója és vezetője volt 1975-1983 között. Bár formálisan elhagyta a felsőoktatást, mindig szívesen találkozott diákokkal, ifjú szakemberekkel, szívesen vállalt előadásokat. Meghívott előadóként a PTE FEEFI, ill. FEEK tanáraként Pécsen és Budapesten is oktatta a jövő kultúraközvetítő szakembereit.
A főiskolai tanszékvezetői évek után a Baranya Megyei Múzeumok igazgatója lett 1983-1993 között, majd tudományos főmunkatársként működött ugyanott 1993-2002-ig. Múzeumigazgatói munkája idején létesült a Nemes-, a Schaár-, a Martyn-, a Székely Péter-, és az Amerigo Tot és a Várostörténeti Múzeum, valamint az Ókeresztény Mauzóleum.
Pécs Megyei Jogú Város Önkormányzatának alpolgármestereként tevékenykedett az 1994-2002 közötti periódusban. A város kultúrpolitikájáért volt felelős, amelyet nagy hozzáértéssel és empátiával irányított. Alpolgármesterként több éves munkával közreműködött a város UNESCO világörökségi pályázatának előkészítésében és a cím elnyerésében. A 2000-ben átadott okirat, Pécs ókeresztény temetőterületét, mint európai, sőt világviszonylatban is egyedülálló értékű együttest tette elismertté. 
A Pécs/Sopianae Örökség Közhasznú Társaság ügyvezető igazgatója volt 2002 -2008 között, s ilyen minőségében sokat tett a helyi kulturális örökségpolitika megerősítéséért.
A Pécs/Sopianae Örökség Kht. igazgatójaként, majd szakmai tanácsadójaként az ő irányításával valósult meg a Cella Septichora Látogatóközpont. Elévülhetetlen érdeme, hogy a pécsi ókeresztény sírkamrák 2000-ben felkerültek az UNESCO világörökségi listájára."
Számos társadalmi szervezet és alapítvány kuratóriumának volt tagja, elnöke a Pécs Története Alapítványnak és a Dél-dunántúli Múzeumi Közalapítványnak, a Kígyós Emlékkörnek, s a Dél-Pannon Múzeumokért Egyesületnek. 2010-ben Szliven díszpolgárává is választották. Számos hazai kitüntetés jogos birtokosa volt, amelyek közül talán a Pécsi Tüke Díjra volt a legbüszkébb.

## Családja
Édesapja Ujvári Jenő matematikus és tanító volt, aki először Magyarkeszin kántor-tanítóként működött, majd Tamásiban dolgozott az oktatásban szakfelügyelőként.  Édesanyja Ujvári Jenőné, született Fürtös Erzsébet tanítóként dolgozott. Két húga, Ujvári Erzsébet és Ujvári Zsuzsanna tanítónők lettek.
Feleségével dr. Ujváriné Fűzy Ágnessel 1965-ben kötöttek házasságot. Fiúk Ujvári Gábor pécsi újságíró, fotós. Három unokája született: Ujvári Lili, Ujvári Luca és Ujvári Dániel.

## Díjai, elismerései
- Pro Civitate Díj (2005)
- Tüke-díj (2006)
- Szamobor város díszpolgára